# Mariánská družina
Mariánská družina (lat. Congregationes seu sodalitates B. Mariæ Virginis či Congregatio Mariana) je římskokatolické laické sdružení (sodalita), jehož cílem je spojit křesťanský život se studiem. Iniciátorem byl v roce 1563 belgický jezuita Jean Leunis. Družiny vznikly mezi studenty v Římě na jezuitském Collegio Romano. Členky mariánské družiny si říkají sodálky a členové sodálové (sodál je z latiny a znamená voják). Cílem mariánské družiny je šíření úcty k Panně Marii, vlastní posvěcení a apoštolát.

## Historie
Papež Řehoř XIII. zřídil kanonicky bulou Omnipotentis Dei 5. prosince 1584 v římské koleji družinu Prima Primaria a ostatní družiny jsou k této mariánské družině přivtělovány. Generální představený jezuitů dostal pak povolení k zakládání mariánských družin na vysokých školách. Toto privilegium dále rozšířili Sixtus V. (1587), Benedikt XIV. (1748, 1751), Lev XII. (1825) a Pius X. (1910). Roku 1600 nechyběla Mariánská družina na žádné z 200 jezuitských kolejí.
Ačkoli nejprve vznikla mariánská družina mezi mladými chlapci školního věku, papežská bula Superna Dispositione mluví o sodalitách dospělých, které mohou být ustanovovány jsou pod vedením generálního představeného Tovaryšstva Ježíšova (jsou pak přivtěleny k sodalitě na Collegio Romano). Později mohly být sodality zřizovány pro specifické skupiny společnosti, jako jsou kněží, šlechtici a šlechtičny, obchodníci, dělníci, úředníci, osoby žijící v manželství, svobodní, vojáci, uliční sodality atd. Každá z těchto skupin však je spojena se sodalitou Prima Primaria římské koleje (Collegio Romano), která se setkává v římské oratoři sv. Františka Xaverského (Oratorio di San Francesco Saverio).
Na počátku se zakládaly pouze družiny mužské, později přibyly i ženské. V Čechách byla založena první mariánská družina sv. Edmundem Kampiánem roku 1575 v Praze. Roku 1773 byli císařem Josefem II. zrušeni jezuité a s nimi i mariánské družiny. V dekretu doslova stálo: „Zrušujeme na věčné časy všechny mariánské kongregace v Čechách.“ Po 41 let mariánské družiny nemohly působit, ale již v roce 1814 obnovili jezuité svou činnost a s ní i existenci mariánských družin.